# 1784
Промислова революція •  Просвітництво • Глухівський період в історії Гетьманщини •  Російська імперія

## Геополітична ситуація
Османську імперію очолює султан Абдул-Гамід I (до 1789). Під владою османів перебувають Близький Схід та Єгипет, Середземноморське узбережжя Північної Африки, частина Закавказзя, значні території в Європі: Греція, Болгарія і Сербія. Васалами османів є Волощина та Молдова.
Священна Римська імперія охоплює, крім німецьких земель, Угорщину з Хорватією, Трансильванію, Богемію, Північну Італію, Австрійські Нідерланди. Її імператор — Йосиф II (до 1790). Королем Пруссії є Фрідріх II (до 1786).
У Франції королює Людовик XVI (до 1792). Франція має колонії в Північній Америці та Індії. В Іспанії править Карл III (до 1788). Королівству Іспанія належать південь Італії, Нова Іспанія, Нова Гранада та Віцекоролівство Перу, Внутрішні провінції та Віцекоролівство Ріо-де-ла-Плата в Америці, Філіппіни. У Португалії королюють Марія I (до 1816) та Педру III (до 1786). Португалія має володіння в Бразилії, в Африці, в Індії, в Індійському океані й Індонезії.
На троні Великої Британії сидить Георг III (до 1820). Британія має колонії в Північній Америці, на Карибах та в Індії. Сполучені Штати Америки, займають територію колишніх 13 британських колоній, територія на півночі північноамериканського континенту належить Великій Британії, територія на півдні та заході — Іспанії й Франції.
Північ Нідерландів займає Республіка Об'єднаних провінцій. Вона має колонії в Північній Америці, Індонезії, на Формозі та на Цейлоні. Король Данії та Норвегії — Кристіан VII (до 1808), на шведському троні сидить Густав III (до 1792). На Апеннінському півострові незалежні Венеціанська республіка та Папська область. Король Речі Посполитої — Станіслав Август Понятовський (до 1795). У Російській імперії править Катерина II (до 1796).
Україну розділено між трьома державами. Королівство Галичини та Володимирії належить Австрії. По Дніпру проходить кордон між Річчю Посполитою та Російською імперією. Лівобережна частина розділена на Київське намісництво, Чернігівське намісництво, Новгород-Сіверське намісництво, Новоросійську губернію та Харківське намісництво. Задунайська Січ існує під протекторатом Османської імперії. Крим є частиною Російської імперії.
В Ірані править династія Зандів.
Значними державами Індостану є Імперія Великих Моголів, Імперія Маратха. Зростає могутність Британської Ост-Індійської компанії. У Китаї править Династія Цін. У Японії триває період Едо.

## Події

### В Україні
- Засновано Сімферополь
- Перша писемна згадка про село Городниця (нині Скалатської міської громади Тернопільського району Тернопільської області)
- Слобода Луганська була перейменована у повітове місто Павлоград за іменним указом Катерини II «Розпорядження по налагодженню Катеринославського намісництва». Місто увійшло до складу Катеринославського намісництва

### У світі
- 6 січня у Стамбулі укладено договір між Туреччиною та Росією, за яким Золота Порта визнала анексію Криму.
- 20 травня у Парижі підписано угоду, що завершила Четверту англо-голландську війну.
- 9 липня засновано Bank of New York.
- 29 липня Сполучені Штати установили дипломатичні відносини з Францією.
- 15 серпня кардинала де Роана викликали в паризький суд у зв'язку зі справою про намисто королеви.
- 16 серпня Велика Британія заснувала колонію Нью-Брансвік, куди переселилися біженці з Сполучених Штатів.
- 22 вересня засновано російську колонію Кодьяк на Алясці.
- У жовтні в Трансильванії спалахнуло повстання Горії, Клошки та Крішана.

### Засновані
- Ташкентська держава
- Штат Франклін (нині в складі Теннессі)
- Шведська колонія Сен-Бартельмі
- Архангельська губернія
- Нерчинська область
- Таврійська область

### Наука та культура
- Джеймс Ватт винайшов універсальний тепловий двигун (універсальну парову машину).
- Джон Гудрайк почав спостереження за змінною зорею Дельта Цефея.
- Рене-Жуст Аюї відкрив закон кристалографії, названий на його честь.
- Карл Вільгельм Шеєле відкрив лимонну кислоту.
- Генрі Кавендіш опублікував роботу Experiments on Air, в якій висвітлив хімічний склад води[1].
- Англійський священик Джон Мічелл висловив припущення про існування масивних об'єктів, від яких не може відірватися світло (чорних дір у сучасному розумінні).
- Медаль Коплі отримав математик Едвард Ворінг.
- Іммануїл Кант опублікував есе «Відповідь на питання: що таке просвітництво».
- Написано романс «Plaisir d'amour».
- У Бангкоку завершилося будівництво храму Ват Пхра Кео, в якому встановлено статую Смарагдового Будди.
- У Комеді Франсез відбулася прем'єра п'єси П'єра Бомарше «Одруження Фігаро».

## Народились
див. також Категорія:Народились 1784
- 22 липня — Фрідріх Вільгельм Бессель, німецький математик і астроном
- Александровський Іван — український мовознавець, перекладач.

## Померли
див. також Категорія:Померли 1784